# Аминов, Лерон Халитович
 Аминов Лерон Халитович  — председатель исполнительного комитета Салаватского городского Совета депутатов трудящихся в 1970—1972 годах.

## Биография
Аминов Лерон Халитович родился 3 октября 1933 года в деревне Ново-Тавларово Шаранского района БАССР в семье сельских учителей. Отец,  Аминов Халит Абдулхакович, погиб 17 сентября 1941 года и похоронен на семнадцатом километре дороги Ухта-Войница.
Детство Аминова Лерона Халитовича прошло в Стерлитамакском районе, где сейчас расположен город Салават. В 1953 году окончил Уфимский авиационный техникум, в 1968 году – Уфимский государственный нефтяной технический университет, в 1978 г. – Академию общественных наук при ЦК КПСС по программе высшей партийной школы.
Член КПСС. Трудовую деятельность начал в 1955 году бригадиром промышленного предприятия г. Уфы, в 1956 г. по путевке комсомола принимал участие в строительстве Омского нефтеперерабатывающего завода. В городе Салавате начал трудиться в 1959 году на машиностроительном заводе (СМЗ).
«С отъездом Г.М.Никитина в Москву первым секретарем ГК КПСС был избран Аминов Л.Х., ранее работавший председателем Салаватского горсовета. Аминов не кичился своей должностью, был прост в обращении. Он не давал задания с позиции силы и не позволял себе делать людям неприятности».
Из книги «Путешествие из Петербурга в Уфу» А.И. Цадкина
В феврале 1964 года Аминов Л.Х. был выдвинут на партийную работу инструктором промышленно-транспортного отдела Салаватского горкома КПСС.  В 1967 году переведен на должность заведующего промышленно-транспортного отдела, в 1968 году избран вторым секретарем Салаватского горкома КПСС, в 1970 году избран председателем исполкома городского Совета депутатов трудящихся, а в ноябре 1972 года – первым секретарем Салаватского горкома КПСС. В 1971 и 1975 годах избирался депутатом Верховного Совета Башкирской АССР 8-го и 9-го созывов.
В 1976 году направлен в Академию общественных наук при ЦК КПСС, по окончании которой в 1978 г. был утвержден инструктором Башкирского обкома КПСС, а в 1980 году  -  помощником первого секретаря Башкирского обкома КПСС.
В ноябре 1991 года уволен в связи с ликвидацией КПСС. В феврале 1992 года ему назначена пенсия по старости на основании льгот, согласно статье 33 КЗОТ РСФСР. С 1992 по 1997 год работал начальником отдела Государственного комитета Республики Башкортостан по платным услугам.
В настоящее время живет в Уфе. Супруги Аминовы воспитали двоих детей: сына и дочь, растут внуки.

## Награды
В 1970 году награждён юбилейной медалью «За доблестный труд. В ознаменование 100-летия со дня рождения Владимира Ильича Ленина», в 1971 году - орденом «Знак Почета»,  в 1976 году – орденом Трудового Красного Знамени, в 1983 году – Почетной Грамотой Президиума Верховного Совета Башкирской АССР, в 1988 году – медалью «Ветеран труда», в 1993 году – Почетной Грамотой Президиума Верховного Совета Республики Башкортостан.

## Деятельность на посту главы администрации
Во время работы Аминова Л.Х. главой администрации г. Салавата вступили в строй важные объекты на ордена Ленина нефтехимическом комбинате имени 50-летия СССР, на машиностроительном и стекольном заводах, жилые дома, школы, магазины, учреждения культуры, было ликвидировано жилье барачного типа, переселены в город жильцы деревни Аллагуват, расположенной в зоне санитарной защиты нефтехимического комбината,был решен вопрос обеспечения жильем инвалидов Великой Отечественной войны, жен погибших в этой войне, введены в эксплацию требуемое количество детских дошкольных заведений.